# David Hatch
Sir David Hatch (* 7. Mai 1939; † 13. Juni 2007) war als Produzent und Manager bei BBC Radio tätig, wo er viele leitende Positionen innehatte, darunter den Posten des Vorsitzenden der Leichten Unterhaltung (Radio), Leiter von BBC Radio 2 und BBC Radio 4 und später Geschäftsführer von BBC Radio.

## Bildung
Er besuchte das Queen’s College, Cambridge, wo er auch Mitglied des angesehenen Cambridge Footlights Clubs war. Er war 1963 ein Mitglied der Footlights-Revue A Clump of Plinths, das während der Spielzeit beim Edinburgh Fringe Festival so erfolgreich war, dass die Revue vom West End in London unter dem Titel Cambridge Circus übernommen wurde und später, im September 1964, eine Tournee sowohl nach Neuseeland als auch zum Broadway unternahm.

## BBC
Eine BBC Radio-Produktion von Cambridge Circus mit dem Titel I'm Sorry, I'll Read That Again wurde mit vielen Darstellern der Show, inklusive Hatch, zu der Radio-Comedy-Serie mit dem gleichen Titel. Hatch erfand später die satirische Show Week Ending mit und produzierte andere Hörfunk-Comedyshows wie Just a Minute. Dann übernahm er leitende Positionen der BBC und schuf BBC Radio 5.

## Spätere Karriere
Hatch verließ die BBC und wurde der Vorsitzende des National Consumer Council (1996–2000) und später des Parole Board (2000–2004) für England und Wales, wofür er 2003 zum Knight Bachelor geschlagen wurde. Später verursachte er 2003 einige Betroffenheit, als er in einem Times-Interview Tony Martin, den Landwirt, der wegen Totschlags verurteilt wurde, als einen „sehr gefährlichen Mann“ bezeichnete.
Hatch war zwischen 1999 und 2004 auch der Vorsitzende der Services Sound and Vision Corporation (SSVC).

## Moderator
Hatch war der regelmäßige Vorsitzende des Hörfunk-Quiz Wireless Wise (1999–2003), produziert für Radio 4 von Testbed Productions, und moderierte oder sprach in anderen Shows, unter anderem eine Ausgabe von Radio Heads (2003), einer dreistündigen umfassenden Sammlung seiner Radioshows auf BBC Radio 7 und 2006 eine Radio 4 Archive Hour-Feier des BBC-Gebäudes in London.

## Bibliographie
- Roger Wilmut: From Fringe to Flying Circus – celebrating a unique generation of comedy 1960-1980. London 1980. ISBN 0-413-46950-6
- Robert Hewison: Footlights! – a hundred years of Cambridge comedy. London 1983. ISBN 0-413-51150-2